# Instrument mechaniczny
Instrument mechaniczny – instrument muzyczny odtwarzający utwory zapisane na wałkach (lub płytach) ze sztyftami (kołkami), lub na perforowanej taśmie (lub płycie). Siłą napędową jest sprężyna, ciężarki, silnik elektryczny lub ręka obracająca korbę.
Kołki oraz otwory rozmieszczone są w określonej sekwencji. Obracanie wałka lub płyty i przesuwanie taśmy powodują przemieszczanie się kołków i otworów wzdłuż mechanizmu dźwigniowego, który połączony jest z przyrządami wzbudzającymi drgania elementów dźwiękotwórczych instrumentu. W katarynce i fonoli uruchamiane są wentyle pod piszczałkami, w szafie grającej i w pianoli – młoteczki uderzające w struny (w szafie grającej również bębenki, dzwonki itp.), w pozytywce – odpowiednio nastrojone stalowe zęby.
Instrumenty mechaniczne znane były w Bizancjum, starożytnej Grecji i Rzymie. W Europie szczyt popularności miały w XIX wieku. Współcześnie są rzadko spotykane.